# Carles III de Borbó

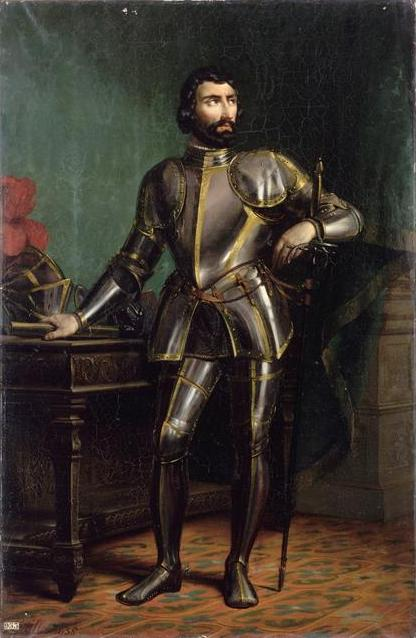

Carles III de Borbó, nascut el 17 de febrer de 1490 a Montpensier, mort el 6 de maig de 1527 a Roma, va ser comte de Montpensier, de Clarmont i delfí d'Alvèrnia de 1501 a 1523, després duc de Borbó i d'Alvèrnia, comte de Forès, de Clermont-en-Beauvaisis i de la Marca, vescomte de Carlat i de Murat, príncep de Dombes i senyor de Beaujeu de 1505 a 1521. Va ser igualment conestable de França de 1515 a 1521. Se'l designa igualment el conestable de Borbó, i és l'últim dels grans feudals francesos que es va poder oposar-se al mateix rei.

## Família
Era fill de Gilbert, comte de Montpensier, de Clarmont i delfí d'Alvèrnia, i de Clara de Gonzaga. Els comtes de Montpensier formaven la branca menor de la família dels ducs de Borbó; el duc Pere II de Borbó i la seva dona Anna de França (Anne de Beaujeu), no tenint més que una sola filla de salut fràgil, es van lligar al jove Carles del qual Anna va assegurar l'educació. Es va acabar casant el 1505 la seva cosina Susana de Borbó (1491- 1521), filla i hereva de Pere II de Borbó, duc de Borbó i d'Alvèrnia, comte de Clermont-en-Beauvais, Gion, Forez i la Marca i senyor de Beaujeu, príncep sobirà del principat de Dombes, i d'Anna de França. Aquest matrimoni va fer d'ell el senyor més ric de l'època.
A la mort de Pere II, la seva vídua Anna, filla del rei Lluís XI de França i antiga regent de França durant la minoria del seu germà Carles VIII de França, esperava que el ducat i altres possessions del marit escaparien per aquest matrimoni a les pretensions de Lluïsa de Savoia, mare del nou rei Francesc I de França, que volia posar la mà sobre les riques terres dels Borbons.
Però el rei va defensar a la seva mare en les seves pretensions i va amenaçar al duc i antic conestable, que el 1523 va haver d'anar de les seves terres incògnit, trobant finalment refugi amb l'emperador Carles V.
Els esposos van tenir a: 
- Francesc, comte de Clermont-en-Beavaisis (reservat pels hereus de la casa de Borbó) (1517 † 1518)
- Dos bessons, nascuts i morts el 1518

### Genealogia simplificada
|                                                     |                                                     |                                                     |                                                     |                                                     |                                                     |                       |                       |                                       |                                       | Joan I duc de Borbó                   |                                       |                                       |                                       |  |  |                              |                              |                              |                              |                              |                              |  |  |  |  |  |  |  |  |  |  |  |  |  |  |  |  |  |  |  |  |
|                                                     |                                                     |                                                     |                                                     |                                                     |                                                     |                       |                       |                                       |                                       |                                       |                                       |                                       |                                       |  |  |                              |                              |                              |                              |                              |                              |  |  |  |  |  |  |  |  |  |  |  |  |  |  |  |  |  |  |  |  |
|                                                     |                                                     |                                                     |                                                     |                                                     |                                                     |                       |                       |                                       |                                       |                                       |                                       |                                       |                                       |  |  |                              |                              |                              |                              |                              |                              |  |  |  |  |  |  |  |  |  |  |  |  |  |  |  |  |  |  |  |  |
|                                                     |                                                     |                                                     |                                                     | Carles I duc de Borbó                               | Carles I duc de Borbó                               | Carles I duc de Borbó | Carles I duc de Borbó | Carles I duc de Borbó                 | Carles I duc de Borbó                 |                                       |                                       |                                       |                                       |  |  | Lluís I comte de Montpensier | Lluís I comte de Montpensier | Lluís I comte de Montpensier | Lluís I comte de Montpensier | Lluís I comte de Montpensier | Lluís I comte de Montpensier |  |  |  |  |  |  |  |  |  |  |  |  |  |  |  |  |  |  |  |  |
|                                                     |                                                     |                                                     |                                                     | Carles I duc de Borbó                               | Carles I duc de Borbó                               | Carles I duc de Borbó | Carles I duc de Borbó | Carles I duc de Borbó                 | Carles I duc de Borbó                 |                                       |                                       |                                       |                                       |  |  | Lluís I comte de Montpensier | Lluís I comte de Montpensier | Lluís I comte de Montpensier | Lluís I comte de Montpensier | Lluís I comte de Montpensier | Lluís I comte de Montpensier |  |  |  |  |  |  |  |  |  |  |  |  |  |  |  |  |  |  |  |  |
|                                                     |                                                     |                                                     |                                                     |                                                     |                                                     |                       |                       |                                       |                                       |                                       |                                       |                                       |                                       |  |  |                              |                              |                              |                              |                              |                              |  |  |  |  |  |  |  |  |  |  |  |  |  |  |  |  |  |  |  |  |
| Margarida X Felip II duc de Savoia                  | Margarida X Felip II duc de Savoia                  | Margarida X Felip II duc de Savoia                  | Margarida X Felip II duc de Savoia                  | Margarida X Felip II duc de Savoia                  | Margarida X Felip II duc de Savoia                  |                       |                       | Pere II duc de Borbó X Anna de França | Pere II duc de Borbó X Anna de França | Pere II duc de Borbó X Anna de França | Pere II duc de Borbó X Anna de França | Pere II duc de Borbó X Anna de França | Pere II duc de Borbó X Anna de França |  |  | Gilbert comte de Montpensier | Gilbert comte de Montpensier | Gilbert comte de Montpensier | Gilbert comte de Montpensier | Gilbert comte de Montpensier | Gilbert comte de Montpensier |  |  |  |  |  |  |  |  |  |  |  |  |  |  |  |  |  |  |  |  |
| Margarida X Felip II duc de Savoia                  | Margarida X Felip II duc de Savoia                  | Margarida X Felip II duc de Savoia                  | Margarida X Felip II duc de Savoia                  | Margarida X Felip II duc de Savoia                  | Margarida X Felip II duc de Savoia                  |                       |                       | Pere II duc de Borbó X Anna de França | Pere II duc de Borbó X Anna de França | Pere II duc de Borbó X Anna de França | Pere II duc de Borbó X Anna de França | Pere II duc de Borbó X Anna de França | Pere II duc de Borbó X Anna de França |  |  | Gilbert comte de Montpensier | Gilbert comte de Montpensier | Gilbert comte de Montpensier | Gilbert comte de Montpensier | Gilbert comte de Montpensier | Gilbert comte de Montpensier |  |  |  |  |  |  |  |  |  |  |  |  |  |  |  |  |  |  |  |  |
| Lluïsa de Savoia X Carles d'Orleans duc d'Angoulema | Lluïsa de Savoia X Carles d'Orleans duc d'Angoulema | Lluïsa de Savoia X Carles d'Orleans duc d'Angoulema | Lluïsa de Savoia X Carles d'Orleans duc d'Angoulema | Lluïsa de Savoia X Carles d'Orleans duc d'Angoulema | Lluïsa de Savoia X Carles d'Orleans duc d'Angoulema |                       |                       | Susana duquessa de Borbó              | Susana duquessa de Borbó              | Susana duquessa de Borbó              | Susana duquessa de Borbó              | Susana duquessa de Borbó              | Susana duquessa de Borbó              |  |  | Carles III duc de Borbó      | Carles III duc de Borbó      | Carles III duc de Borbó      | Carles III duc de Borbó      | Carles III duc de Borbó      | Carles III duc de Borbó      |  |  |  |  |  |  |  |  |  |  |  |  |  |  |  |  |  |  |  |  |
| Lluïsa de Savoia X Carles d'Orleans duc d'Angoulema | Lluïsa de Savoia X Carles d'Orleans duc d'Angoulema | Lluïsa de Savoia X Carles d'Orleans duc d'Angoulema | Lluïsa de Savoia X Carles d'Orleans duc d'Angoulema | Lluïsa de Savoia X Carles d'Orleans duc d'Angoulema | Lluïsa de Savoia X Carles d'Orleans duc d'Angoulema |                       |                       | Susana duquessa de Borbó              | Susana duquessa de Borbó              | Susana duquessa de Borbó              | Susana duquessa de Borbó              | Susana duquessa de Borbó              | Susana duquessa de Borbó              |  |  | Carles III duc de Borbó      | Carles III duc de Borbó      | Carles III duc de Borbó      | Carles III duc de Borbó      | Carles III duc de Borbó      | Carles III duc de Borbó      |  |  |  |  |  |  |  |  |  |  |  |  |  |  |  |  |  |  |  |  |
|                                                     |                                                     |                                                     |                                                     |                                                     |                                                     |                       |                       |                                       |                                       |                                       |                                       |                                       |                                       |  |  |                              |                              |                              |                              |                              |                              |  |  |  |  |  |  |  |  |  |  |  |  |  |  |  |  |  |  |  |  |
| Francesc I rei de França                            |                                                     |                                                     |                                                     |                                                     |                                                     |                       |                       |                                       |                                       |                                       |                                       |                                       |                                       |  |  |                              |                              |                              |                              |                              |                              |  |  |  |  |  |  |  |  |  |  |  |  |  |  |  |  |  |  |  |  |

## Al servei del rei de França
El 1507, va acompanyar Lluís XII de França a Gènova, quan el rei considerava una quarta expedició a Itàlia. Aquesta es va iniciar el 1509 i Carles va combatre els venecians a la batalla d'Agnadello (Agnadel). El 1512, el rei el va fer governador del Llenguadoc i el va enviar a combatre a Ferran el Catòlic que amenaçava Navarra. El 1515, va defensar Borgonya contra Maximilià I d'Habsburg, va dirigir un exèrcit a la batalla de Marignano (o Marignan). Francesc I de França va conquerir llavors el Milanès i el va anomenar conestable i virrei del Milanès. Va defensar aquest virregnat contra els imperials, va aconseguir alguns èxits, però va ser cridat a França el març de 1516. Va ser reemplaçat a Milà pel mariscal de Lautrec.

## El canvi de camp
El matrimoni orquestrat per Anne de França va ser una de vana empresa, ja que els dos esposos no van tenir fills viables. El 1521 la seva dona Susana va morir i Lluïsa de Savoia, mare de Francesc I, va reivindicar els feus dels Borbons, en tant que neta del duc Carles I de Borbó. El procés que es va seguir va durar uns mesos i es va girar en contra de Carles. El Parlament de París, influenciat per la corona, estava a punt de remetre els béns dels Borbons a Lluïsa de Savoia, malgrat la jurisprudència, el contracte de matrimoni (Susana l'havia deixat hereu) i la intervenció d'Ann de França que vivia retirada a Chantelle. Els afronts envers el conestable es van multiplicar igualment, tan bé que la seva posició es va fer ràpidament insostenible. El conestable va iniciar negociacions amb Carles V i va ser finalment empès a fugir (1523). Els seus béns, l'últim gran feu medieval, cobrien tot el nord del Massís Central, van ser confiscats per traïció i finalment incorporats al domini reial el 1531.
Humiliat i empaitat, va aconseguir anar-se del país i va ser nomenat tinent general de l'Emperador Carles V a Itàlia; va combatre els francesos, i va guanyar la batalla de la Sesia on va morir Pierre du Terrail, senyor de Bayard. Va envair llavors Provença i va assetjar Marsella, però un exèrcit de socors el va obligar a aixecar el setge. Va derrotar i va fer presoner a Francesc I en la batalla de Pavia el 1525.
L'emperador, negant-se a sacrificar la pau a les ambicions del seu molest general, el va decebre igualment. El conestable exigia en efecte, a més a més de la restitució dels seus béns i dels de la seva dona, una dispensa d'homenatge enfront del rei de França, l'erecció de Provence en principat sobirà i un matrimoni amb una de les germanes de l'emperador. Contrariat, va tornar a Itàlia potser amb l'esperança d'aconseguir-hi un principat. Incapaç de mantenir l'exèrcit imperial que ja no era pagat des de feia mesos, malgrat la pignoració de la seva vaixella i de les seves joies, va assetjar Roma, però va morir durant l'assalt el 1527. La ciutat va ser presa i saquejada durant prop d'un any.
No va deixar fills, i els que va tenir van morir al poc de néixer.